# Judith Lauand
Judith Lauand (Pontal, Sao Paulo, Brasil, 1922 - 9 de diciembre de 2022) fue una artista brasileña reconocida principalmente por su asociación al movimiento artístico del Concretismo. Por esta razón, es conocida hasta la actualidad como la Primera dama del Concretismo. Exhibió su arte a lo largo de más de doce décadas (1954-2022), manteniendo su importancia en el arte brasileño hasta la actualidad.

## Vida y formación
Judith nació el 26 de mayo de 1922 en Pontal, una ciudad ubicada en el interior de São Paulo. En la década de 1940 empezó sus estudios artísticos formales en la Escola de Belas Artes de Araraquara y se graduó de esta importante institución a nivel regional en 1950. Mientras estudiaba en Araraquara realizó su primera exhibición conjunta en 1945. Dos años después, en São Paulo en 1952, estudió grabado con Livio Abramo, esto sería muy importante para su carrera a partir de este momento, pues implementó muchos elementos del grabado en su obra. En 1953 trabajó como monitora de galería en la 2.ª Bienal de São Paulo y su primera exhibición propia fue en 1954. Tras más de 68 años de ejercicio artístico, Judith Lauand murió a los 100 años el 9 de diciembre de 2022 en São Paulo.

## Trayectoria artística
Lauand fue la única mujer que fue invitada a hacer parte del Grupo Ruptura, creado en 1952 y encabezado por el italiano Waldemar Cordeiro. Si bien Lauand fue de los miembros más tardíos de la agrupación, pues entró a la agrupación en 1955, la firma de la artista aparece en el manifiesto Ruptura, el cual fue fundamental para la consolidación de la corriente artística. Desde 1955, el año en el que se vinculó al grupo, la artista empezó a exhibir su arte en muestras colectivas con otros integrantes como Geraldo de Barros, Lothar Charoux y Luiz Sacilotto. Estas primeras muestras colectivas se llevaron a cabo en varios eventos importantes en Brasil incluyendo la 3.ª Bienal de São Paulo (1955) y la I Exposição Nacional de Arte Concreta (1956). En 1955 conoció a miembros del grupo Arte Concreta Paulista—Waldemar Cordeiro, Luiz Sacilotto, Kazmer Féjer, Lothar Charoux, Hermelindo Fiaminghi, and Mauricio Nogueira Lima—y empezó a frecuentar sus reuniones. Teniendo en cuenta su pertenencia al movimiento Concretista, en su práctica artística temprana, Lauand se caracterizó por el rigor constructivo y la serialización geométrica. Algunos temas que la artista exploró a lo largo de su carrera tanto por medio de la Abstracción (arte) como del Arte figurativo fueron la violencia, la sexualidad, la sumisión y la libertad femenina.

### Concretismo
El arte concreto fue un movimiento artístico con énfasis en la Abstracción geométrica que surgió en Europa pero fue popularizado en Brasil por Max Bill tras ganar el Gran Premio de Escultura durante la 1.ª Bienal de São Paulo (1951). Esta corriente artística tuvo influencias del Constructivismo ruso, el Neoplasticismo holandés y las propuestas de la Escuela de la Bauhaus. Por supuesto, Judith Lauand también se vio influenciada por estos movimientos artísticos europeos, usándolos como referentes en su propio arte.
Siguiendo las tendencias de la corriente concretista, Lauand buscaba que su arte se basara en los elementos inherentes a la pintura: la forma, el espacio, el color y el movimiento. Adicionalmente, buscaba que su trabajo fuera preciso, racional y tuviera rigor matemático. Judith Lauand se basó en la Psicología de la Gestalt sobre las mecánicas de la visión para crear pinturas que sugirieran movimiento y tridimensionalidad en un plano bidimensional y estático. Una de sus obras más conocidas es Concreto 61 (1957), en el cual aparecen líneas negras pintadas alrededor de un vacío en el centro que parece rotar como un vórtice. Esta pintura ejemplifica perfectamente esta búsqueda de movimiento en un plano estático tan predominante en el arte de Lauand.
La obra de Lauand se ve permeada por temas políticos como la represión de la Dictadura militar en Brasil. El concretismo –y la contribución de Lauand al movimiento– fueron importantes como respuesta a la represión política, pues esta corriente artística buscaba superar la tradición (en este caso artística) para cambiarla por una nueva noción de objetividad en la cual lo más importante era la obra artística como objeto y no como representación de un objeto, el arte como creador de nuevos objetos y realidades. Si bien esto se buscaba en términos artísticos y formales, esta reacción en contra de la tradición fue una posición en contra del statu quo representado por la dictadura en el contexto político de Brasil en las décadas de los sesenta, setenta y ochenta.

### Pop art
Si bien es principalmente reconocida por sus contribuciones al arte concreto, vale la pena destacar su experimentación con la estética del Pop Art, en la cual se alejó de la abstracción para dedicarse al Arte figurativo durante las décadas de los sesenta y setenta. Es por esto que Lauand es considerada una figura importante del arte vanguardista brasileño, pues tuvo influencias de muchas tendencias artísticas tras la Segunda Guerra Mundial. Dentro de las pinturas de esta etapa artística se destacan las imágenes de mujeres fuertes, fumando y enfrentando la mirada del espectador. Por esto, Lauand es identificada a menudo como artista feminista.

## Exhibiciones

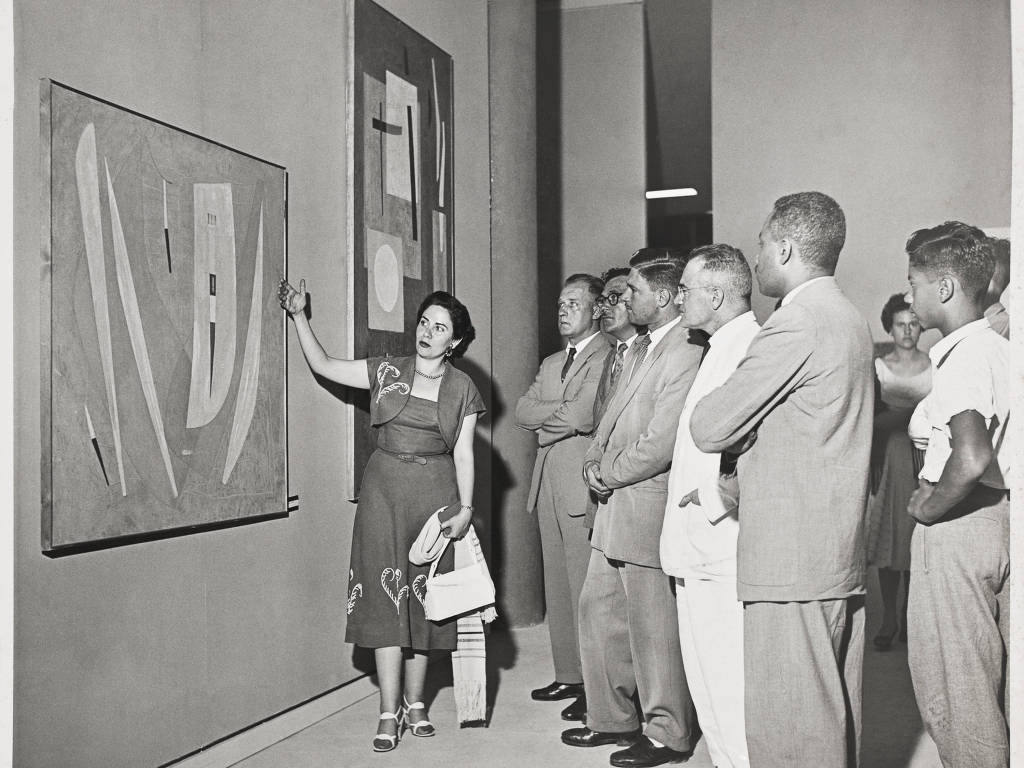
Judith Lauand en la 3.ª Bienal de São Paulo

A lo largo de su trayectoria como artista, Lauand realizó once exposiciones individuales, dos de ellas en el Museo de Arte Contemporáneo de la Universidad de São Paulo. Participó como artista en cinco ediciones de la Bienal de São Paulo y en muchas muestras colectivas tanto en Brasil como en el exterior. En 1956 y 1957 participò en la 1.ª Exposición Nacional de Arte. Esta muestra fue un hito en el arte brasilero, contando con la participación de Alfredo Volpi, Lygia Clark, Augusto de Campos, entre otros. Actualmente, su obra figura en colecciones importantes como en el Museo de Bellas Artes (Houston), el Museo de Arte Moderno de Grenoble, el Museo de Arte Contemporáneo de la Universidad de São Paulo, el Museo de Arte Moderno de São Paulo, la Pinacoteca del Estado de São Paulo y el Museo de Arte Moderno de Río de Janeiro.

### Exhibiciones conjuntas
- 1956: "Exposicão Nacional de Arte Concreta." Museu de Arte Moderna (São Paulo)
- 1960: "Konkrete Kunst." 50 Jahre Entwicklung, Helmhaus (Zúrich)
- 1965: VIII Bienal Internacional de Arte de São Paulo (São Paulo)
- 1967: IX Bienal Internacional de Arte de São Paulo (São Paulo)
- 1969: X Bienal Internacional de Arte de São Paulo (São Paulo)
- 1977: "Projeto construtivo brasileiro na arte. 1950–1962." Museu de Arte Moderna do Rio de Janeiro (Río de Janeiro); Pinacoteca do Estado de São Paulo (São Paulo)[9]
- 1984: "Tradição e ruptura." Sãntese de arte e cultura brasileras, Fundação Bienal de São Paulo (São Paulo)
- 1994: Bienal Brasil Século XX (São Paulo)
- 1997: I Bienal de Artes Visuais do Mercosul (Porto Alegre)
- 2003: "Cuasi-corpus. Arte concreto y neoconcreto de Brasil." Museo de Arte Contemporáneo Internacional Ruãno Tamayo (Ciudad de México); Museo de Arte Contemporáneo (Monterrey)
- 2006: "The Sites of Latin American Abstraction." Cisneros Fontanals Art Foundation (Miami, Florida)[10]
- 2007: "The Geometry of Hope. Latin American Abstract Art from the Patricia Phelps de Cisneros Collection." Blanton Museum of Art, The University of Texas at Austin (Austin, Texas); Grey Art Gallery, New York University (Nueva York)[11]
- 2007: "Desenho construtivista brasileiro." Museu de Arte Moderna do Rio de Janeiro (Río de Janeiro)
- 2009: "Geometric Abstract Works. The Latin American Vision from the 1950s, 60s and 70s." Henrique Faria Fine Art (Nueva York)[12]
- 2010: "Then & Now. Abstraction in Latin American Art from 1950 to Present." 60 Wall Gallery, Deutsche Bank (Nueva York)[13]
- 2010: "Vibración. Moderne Kunst aus Lateinamerika." The Ella Fontanals-Cisneros Collection, Bundeskunsthalle (Bonn)[14]
- 2017–2018: "Making Art Concrete: Works from Argentina and Brazil in the Colección Patricia Phelps de Cisneros." Getty Center (Los Ángeles, California) (29 de agosto de 2017 – 11 de febrero de 2018)[15]

### Exhibiciones propias
- 1954: Galeria Ambiente (São Paulo)
- 1965: Galeria Novas Tendências (São Paulo)
- 1977: Museu de Arte Contemporânea da Universidade de São Paulo (São Paulo)
- 1984: "Geometria 84." Paulo Figueiredo Galeria de Arte (São Paulo)[16]
- 1992: "Efemérides." Museu de Arte Contemporânea da Universidade de São Paulo (São Paulo)[17]
- 1996: "Obras de 1954–1960." Galeria Sylvio Nery (São Paulo)[18]
- 2007: "50 anos de pintura." Galeria Berenice Arvani (São Paulo)[19]
- 2008: "65 anos arte." Galeria Berenice Arvani (São Paulo); Secretaría de Cultura, Araraquara (São Paulo)
- 2011: "Judith Lauand: Experiências." Museu de Arte Moderna de São Paulo (20 de enero – 3 de abril de 2011)[20]
- 2013: "Judith Lauand: The 1950s." Stephen Friedman Gallery (Londres)[21]
- 2014–2015: "Judith Lauand: Brazilian Modernist, 1950s-2000s," Driscoll Babcock Galleries (Nueva York, NY) (23 de octubre de 2014 – 10 de enero de 2015)
- 2017: "Judith Lauand: Brazilian Concrete Abstractions," Driscoll Babcock Galleries (Nueva York, NY) (15 June – 28 de julio de 2017)[22]
- 2022–2023: "Judith Lauand: desvio concreto". Museu de Arte de São Paulo Assis Chateaubriand (São Paulo, Sao Paulo, Brasil) (25 de noviembre de 2022 – 2 de abril de 2023)[23]

## Premios
- 1945: 9th Salão de Belas Artes de Araraquara, Prêmio Estímulo de Desenho
- 1952: 15th Salão de Belas Artes de Araraquara, Primeiro Lugar
- 1953: 16th Salão de Belas Artes de Araraquara, Prêmio Cidade de Araraquara
- 1954: 3rd Salão Paulista de Arte Moderna, Grande Medalha de Bronze
- 1955: 4th Salão Paulista de Arte Moderna, Pequena Medalha de Prata
- 1958: 7th Salão Paulista de Arte Moderna, Prêmio Aquisição
- 1959: 8th Salão Paulista de Arte Moderna, Prêmio Aquisição
- 1964: 13th Salão Paulista de Arte Moderna, Prêmio Aquisição